# Wilson Alegre
Wilson Alegre, meglio noto semplicemente come Wilson (Huambo, 22 luglio 1984), è un ex calciatore angolano, di ruolo portiere.

## Carriera

### Club
Inizia la carriera in Portogallo, dove milita nella seconda squadra del Boavista, nell'Imortal, nel Portosantense e nel Chaves.
Nel 2009 torna in patria, ove gioca in vari club tra cui il Benfica Luanda, squadra con cui vince la Taça de Angola nel 2014. Dopo aver giocato sino al 2019 in Angola, ritorna in Portogallo ove chiuderà la carriera nel 2021 in forza al Quarteria.

### Nazionale
Ha vestito la maglia dell'Angola in otto occasioni.

## Palmarès

### Competizioni nazionali
- Taça de Angola: 1

Benfica Luanda: 2014